# Triatlo nos Jogos Insulares de 2025
As competições de triatlo nos Jogos Insulares de 2025 foram disputadas em Stromness, Orkney, no dia 13 de julho. Foram realizados um total de quatro eventos, entre individual e equipes masculina e feminina.

## Participantes
- Anglesey
- Bermuda
- Gibraltar
- Gotland
- Gozo
- Guernsey
- Ilha de Man
- Ilha de Wight
- Ilhas Faroé
- Jersey
- Minorca
- Orkney (Anfitrião)
- Shetland

## Sedes
| Localidade | Início da prova  | Fim da prova      |
| ---------- | ---------------- | ----------------- |
| Stromness  | Stromness Marina | Stromness Harbour |

## Medalhistas
| Evento               | Ouro                                                                                    | Ouro     | Prata | Prata    | Bronze                                                                                              | Bronze   |
| -------------------- | --------------------------------------------------------------------------------------- | -------- | --- | -------- | --------------------------------------------------------------------------------------------------- | -------- |
| Masculino individual | Thomas Atkinson Jersey                                                                  | 01:52:47 | Albert Askengren Gotland | 01:59:20 | Bobby Oag Orkney                                                                                    | 02:01:52 |
| Equipe masculina     | Thomas Atkinson Peter Holmes Dale Quenault Wayne Quenault Dirk Swart Mark Syvret Jersey | 06:12:48 | Matthew Borg Jason Galton Andrew Gordon Philip Macedo Robert Matto Nicolas Podesta Julian Vinales Charles Walker Christopher Walker Gibraltar | 06:30:24 | Dan Armsden David Fairbrother David Mosley Christopher Norman Ove Svejstrup Ethan Woodhead Guernsey | 06:40:45 |
| Feminino individual  | Claire Rendall Orkney                                                                   | 02:20:08 | Hannah Kennedy Guernsey | 02:22:45 | Clara Isaac Ilha de Man                                                                             | 02:25:43 |
| Equipe feminina      | Amy Critchlow Hannah Kennedy Lindsay Sword Chloe Truffitt Guernsey                      | 04:51:03 | Wendy Hatrick Lynsey Henderson Emma Leask Louise Parr Shetland                                                                                | 04:57:24 | |          |

## Quadro de medalhas
Atualizado em 13 de julho de 2025
| Pos                 | Equipe              | Ouro | Prata | Bronze | Total |
| 1                   | Jersey              | 2    | 0     | 0      | 2     |
| 2                   | Guernsey            | 1    | 1     | 1      | 3     |
| 3                   | Orkney              | 1    | 0     | 1      | 2     |
| 4                   | Gibraltar           | 0    | 1     | 0      | 1     |
| 5                   | Gotland             | 0    | 1     | 0      | 1     |
| 6                   | Shetland            | 0    | 1     | 0      | 1     |
| 7                   | Ilha de Man         | 0    | 0     | 1      | 1     |
| 8                   | Anglesey            | 0    | 0     | 0      | 0     |
| 9                   | Bermuda             | 0    | 0     | 0      | 0     |
| 10                  | Gozo                | 0    | 0     | 0      | 0     |
| 11                  | Ilha de Wight       | 0    | 0     | 0      | 0     |
| 12                  | Ilhas Faroé         | 0    | 0     | 0      | 0     |
| 13                  | Minorca             | 0    | 0     | 0      | 0     |
| Totais (13 Equipes) | Totais (13 Equipes) | 4    | 4     | 3      | 11    |